# Saint-Jean-Pierre-Fixte
 Saint-Jean-Pierre-Fixte  là một xã của tỉnh Eure-et-Loir, thuộc vùng Centre-Val de Loire, miền bắc nước Pháp.